# Heterophysa mutica
Heterophysa mutica là một loài bướm đêm trong họ Noctuidae.